# ビンゴ・メリエックス
ビンゴ・メリエックス（Bingo Merriex、1980年11月24日 - ）は、アメリカ合衆国のバスケットボール選手。身長206cm、体重104kgで、ポジションはパワーフォワード、センター。

## 来歴
テキサス州出身でテキサスクリスチャン大学を卒業。
フランスのSLUCナンシー、ドイツのニュルンベルク・ファルコンズでプレーした後、2014-15シーズンにbjリーグの島根スサノオマジックに加入した。
2015-16シーズンはライジング福岡に加入したが2016年1月に選手契約解除が発表され、同年2月に福島ファイヤーボンズと選手契約を結んだ。
2016年10月27日、B3リーグのライジングゼファーフクオカとの選手契約締結が発表された。フクオカは外国籍選手のアイザイア・アームウッドが故障し、その穴を埋める形となる短期契約をメリエックスと結んだ。メリエックスは20試合に出場し、2017年1月24日、契約満了を迎えた。

## 記録
| シーズン | チーム   | GP | GS | MPG  | FG%  | 3P%  | FT%  | RPG | APG | SPG | BPG | TO  | PPG  |
| -------- | -------- | -- | -- | ---- | ---- | ---- | ---- | --- | --- | --- | --- | --- | ---- |
| 2014-15  | 島根     | 52 | 0  | 27.8 | 48.5 | 39.2 | 61.5 | 8.9 | 1.8 | 1.0 | 0.6 | 1.6 | 10.4 |
| 2015-16  | 福岡     | 26 | 23 | 27.2 | 44.8 | 34.2 | 49.0 | 8.7 | 2.7 | 0.8 | 0.4 | 1.5 | 9.5  |
| 2015-16  | 福島     | 20 | 1  | 25.6 | 48.1 | 29.2 | 57.1 | 9.3 | 1.5 | 0.7 | 0.3 | 0.9 | 8.8  |
| 2016-17  | フクオカ | 20 | 2  | 16.1 | 51.1 | 26.1 | 47.1 | 5.8 | 1.2 | 0.5 | 0.1 | 1.1 | 5.4  |